# ندا رایانه
ندا رایانه، اولین شرکت ارائه خدمات اینترنت در ایران است، که به‌عنوان یکی از بزرگ‌ترین ارائه‌دهندگان سرویس اینترنت در ایران شناخته می‌شود.

## تاریخچه
مؤسسه ندا رایانه در سال ۱۳۷۳ به صورت یک شرکت مستقل خصوصی با سرمایه‌گذاری شهرداری تهران و به عنوان یک مؤسسه فرهنگی در تهران تأسیس گردید.
شرکت ندا رایانه در سال ۱۳۷۳ پس از راه‌اندازی اولین بولتن بورد (بی‌بی‌اس)، در عرض یک سال نیز، اولین وب سایت ایرانی داخل ایران را راه‌اندازی کرد. همچنین، این مؤسسه، روزنامه همشهری را به زبان فارسی در اینترنت منتشر نمود.
در سال ۱۳۷۴ بدنبال اتصال به اینترنت از طریق ماهواره کانادایی کد ویژن، مؤسسه ندا رایانه فعالیت بازرگانی خود را، بعنوان اولین شرکت خدمات اینترنتی آغاز نمود. این شرکت از سال ۱۳۷۴ شروع به ارائه اینترنت از طریق خطوط تلفن ثابت، بر بستر دایل‌آپ نمود.
شرکت ندا رایانه از سال ۱۳۷۸ با استفاده از ۱٫۳۰۰ خط تلفن آنالوگ، اقدام به ارائه کارت‌های اینترنت دایل‌آپ نمود. یک سال بعد یعنی در سال ۱۳۷۹ این شرکت، نخستین کافی‌نت را در ایران راه‌اندازی کرد. ندا رایانه در ارائه خطوط ای‌دی‌اس‌ال نیز، پیشگام بود و در سال ۱۳۸۳ با همکاری شرکت عصر انتقال داده‌ها، اینترنت نه‌چندان پرسرعت ای‌دی‌اس‌ال را راه‌اندازی کرد.

### بی‌بی‌اس
نخستین فعالیت رسمی ندارایانه راه‌اندازی بی‌بی‌اس در ایران بود. این بی‌بی‌اس اولین فضای مجازی کامپیوتری در ایران بود که کاربران در آن به تبادل اطلاعات، در انجمن‌های گوناگون، و فایل می‌پرداختند. عضویت در این بی‌بی‌اس مستلزم حضور در محل شرکت و پر کردن فرم‌های مربوطه بود. روزنامه همشهری نیز به صورت متنی (بدون تصویر) بر روی این بی‌بی‌اس، نخستین نشر الکترونیکی در ایران بود.

### اینترنت
کاربران ایرانی برای نخستین بار محیط وب را با اینترانت روزنامه همشهری تجربه کردند. این اینترانت به اینترنت متصل نبود و کاربران با مودم‌هایی از نوع آیزا به ندارایانه متصل می‌شدند و تنها امکان مشاهده این روزنامه را داشتند و کاربران خارج از کشور نیز امکان مشاهده روزنامه را از طریق اینترنت داشتند.
پس از برقراری اتصال با اینترنت از طریق مرکز تحقیقات فیزیک نظری و ریاضیات خدمات فقط به کاربران دانشگاهی داده می‌شد و ندا رایانه بود که برای نخستین بار امکان استفاده از پست الکترونیکی اینترنتی را برای عموم فراهم آورد.
پس از آن فعالیتٰ‌های ندارایانه در ایجاد و میزبانی بانک‌های اطلاعاتی و با هدف جمع‌آوری و انتشار اطلاعات علمی، فرهنگی، فنی، اقتصادی، صنعتی و تحقیق در این زمینه‌ها آغاز گردید
و فعالیت‌های خود را در صنعت ارتباطات به شرح ذیل گسترش داد:
- ارائه نخستین پایگاه فعال اینترنتی
- نخستین ارائه دهنده کارتهای اینترنتی
- راه اندازی نخستین اینترنت کافه ایران
- نخستین ارائه دهنده شخصی در ایران
- نخستین ارائه دهنده پهنای باند اختصاصی وسیع از طریق ارتباط مستقیم ماهواره‌ای
- ارائه سرویس تلفن بین‌المللی
- نخستین ارائه دهنده خدمات اینترنت پر سرعت (خط اشتراک دیجیتال) در ایران
- نخستین ارائه دهنده خدمات اینترنت هوشمند در تهران و کرج

همچنین از دیگر خدمات ندا رایانه می‌توان به موارد ذیل اشاره کرد:
- طراحی سایت و پخش مستقیم ویدئو تصویری مراسم همایش اجلاس سران کشورهای اسلامی
- برپائی همایش‌های مختلف و راه اندازی اولین پایگاه اینترنتی به صورت رایگان در سال ۱۳۸۲ به منظور ارتقاء سطح کیفی اطلاع‌رسانی در جامعه
- شرکت در نمایشگاه‌های متفاوت
- ایجاد واحد پشتیبانی جهت ارائه خدمات به مشترکین مؤسسه به صورت شبانه‌روزی

## سرویس‌هایی فعال
- ارائه خدمات اینترنت شماره‌گیری در تهران و کرج
- ارائه خدمات اینترنت هوشمند در تهران و کرج
- ارائه خدمات اینترنت پر سرعت اشتراکی (ADSL)
- ارائه خدمات اینترنت پر سرعت اختصاصی (Dedicated BandWidth)
- ارائه خدمات تلفن بین االمللی (صدا روی پروتکل اینترنت)
- ارائه خدمات مرکز داده‌ها (مرکز داده)
- ارائه خدمات میزبانی وب و ثبت دامنه